# Éditions Spartacus
 (décembre 2017).
Pour les articles homonymes, voir Spartacus (homonymie).
Les éditions Spartacus sont une maison d'édition fondée par René Lefeuvre et active de 1936 à 2022.
Elles publient des textes marxistes anti-autoritaires (opposés au léninisme et bien sûr au stalinisme), et plus généralement des différents courants révolutionnaires anti-léninistes et anti-autoritaires. Ceci regroupe des traductions de théoriciens étrangers, mais aussi des textes originaux d'orientation proche du luxemburgisme. Historiquement, le principal apport de ces éditions aura été de faire connaître les positions de Rosa Luxemburg, et de mettre en évidence la critique du léninisme que celles-ci contenaient. Des textes libertaires sont également au catalogue.

## Histoire
René Lefeuvre publie de fin 1934 à l'automne de 1935 une revue Spartacus, puis à partir de 1936, des Cahiers. Les premiers auteurs publiés par les cahiers sont Victor Serge (16 fusillés, Lénine 1917) ; Alfred Rosmer et René Modiano (Union Sacrée 1914-193...) ; Rosa Luxemburg (La Révolution russe) ; André Prudhommeaux (Catalogne 1936-1937).
Après l'éclipse de la Seconde Guerre mondiale (René Lefeuvre étant prisonnier en Allemagne), les Cahiers Spartacus reprennent leur parution régulière. Cette parution s'espace dans les années 1950-60. Mai 68 ouvrant une période de plus grand intérêt pour la pensée révolutionnaire, les éditions sont relancées avec de nouvelles collaborations. À partir du milieu des années 1970, l'importante documentation sur les courants les moins connus du mouvement ouvrier rassemblée par René Lefeuvre , constituant les Archives Spartacus, est transférée à la BDIC (aujourd'hui La contemporaine) à l'initiative de Michel Dreyfus. Au milieu des années 1970, René Lefeuvre et un collectif de rédaction constitué autour de René Lefeuvre lance une nouvelle revue Spartacus - socialisme et liberté, complément aux cahiers mêlant textes historiques et d'actualité. Cette revue n'aura qu'une existence éphémère et disparaitra au bout de quinze numéros.
En 1979, René Lefeuvre crée l'Association des Amis de Spartacus qui, depuis sa disparition, poursuit le travail d'édition.
Les éditions Spartacus sont distribuées par Pollen Diffusion.
Les éditions Spartacus cessent leur activité en 2022. Le catalogue est repris par les éditions Syllepse.

## Quelques titres publiés
- Rosa Luxemburg : La Révolution russe.
- René Lefeuvre : La Politique communiste (ligne et tournants).
- Tomori-Balasz : Qui succédera au capitalisme ?
- Denis Healey : Les Socialistes derrière le rideau de fer.
- Karl Marx et Friedrich Engels : Textes sur l'organisation.
- Victor Serge : Seize fusillés à Moscou.
- Victor Serge : Le Nouvel impérialisme russe.
- Rudolf Rocker : Les Soviets trahis par les bolcheviks.
- Rosa Luxemburg : Marxisme contre dictature.
- Anton Pannekoek : Les Conseils ouvriers.
- Daniel Guérin : Pour un communisme libertaire.
- Herman Gorter : Réponse à Lénine.
- Alain Guillerm : Le Luxemburgisme aujourd'hui.
- Rosa Luxemburg : La Crise de la social-démocratie.
- Riazanov : La Confession de Karl Marx.
- Paul Mattick : Le Marxisme, hier, aujourd'hui et demain.
- Jean Barrué : L'Anarchisme aujourd'hui.
- Maurice Dommanget :Enragés et curés rouges en 1793, Jacques Roux et Pierre Dolivier.
- François Cerutti : D'Alger à Mai 68 : mes années de révolution, 2010, avant-propos de Mohammed Harbi[4],[5],[6]
- Gaston Leval : La pensée constructive de Bakounine, 1976
- Jan Waclav Makhaïski : Le socialisme des intellectuels
- Alexandre Skirda : Kronstadt 1921. Soviets libres contre dictature de parti, 2017
- Sol Ferrer : Le véritable Francisco Ferrer d'après des documents inédits, en co-édition avec les éditions Les deux sirènes, 1948